# ヴォズロジデニヤ島
座標: 北緯45度09分 東経59度19分 / 北緯45.150度 東経59.317度

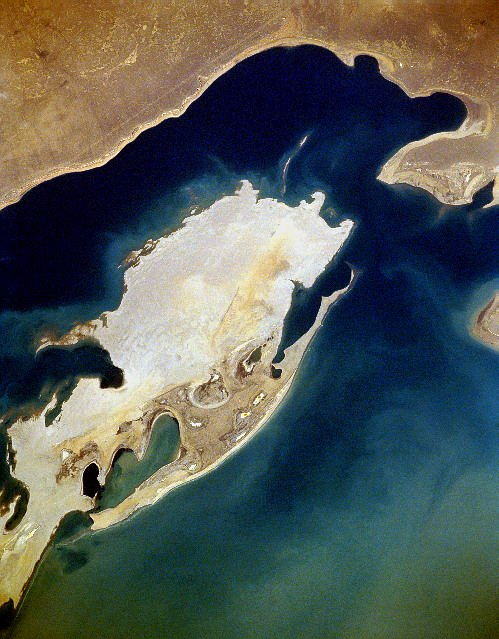
宇宙から見たヴォズロジデニヤ島、1994年11月

ヴォズロジデニヤ島（ウズベク語: Vozrojdeniye oroli / Возрождение Орол、カザフ語: Возрождение аралы、ロシア語: Остров Возрождения）は、中央アジアのアラル海にある地形である。現在は島ではなく半島。
ヴォズロジェーニエ島とも言う。Возрождение はロシア語で「再生・復活・復興」を意味し、英語のrebirthやフランス語のrenaissanceに相当する。
北部はカザフスタン領、南部はウズベキスタン領である。かつてはウズベキスタン領のみの島であったが、アラル海の水量の減少に伴い面積が増大し2002年に南部沿岸と繋がり陸続きの半島となった。さらに2005年頃からは季節、降水量によっては北部沿岸ともつながる。

## 生物兵器実験場
かつてはソ連がつくった大規模な生物兵器の実験研究所があり、1930年代から研究が開始され、1954年から1992年までの間に開発していた炭疽菌、天然痘、野兎病、ブルセラ症、ボツリヌス菌、ベネズエラウマ脳炎、ペストなど、40種類以上の各種病原体がここで実験された。
1992年に旧ソ連関係者が去った後、現地では金目になる物質目当てに略奪が起き、施設が荒らされた事でそうした脅威が外部に流出した可能性が懸念されたが、現在まで続く近辺の住民への健康被害は、それ以前より及んでいるとされる。
アメリカ同時多発テロ事件以降、大量に残存する炭疽菌が対テロの見地から国際問題化していた。アメリカ政府はウズベキスタン政府との間にこの島の生物兵器の処理に関する協定を交わし、ブライアン・ヘイズ（アメリカ国防総省国防脅威削減局の生化学技術者）の指揮する113人の処理チームが派遣され、2002年の春から夏の3カ月間にかけて、100–200トンの炭疽菌が中和された。作業に投じられた費用はおよそ500万ドルだった。チームは炭疽菌を中和した後にこの島を去ったが、それ以外の病原の試料や製品が、未処理のまま今も残っているとされる。